# Cécile Huijnen

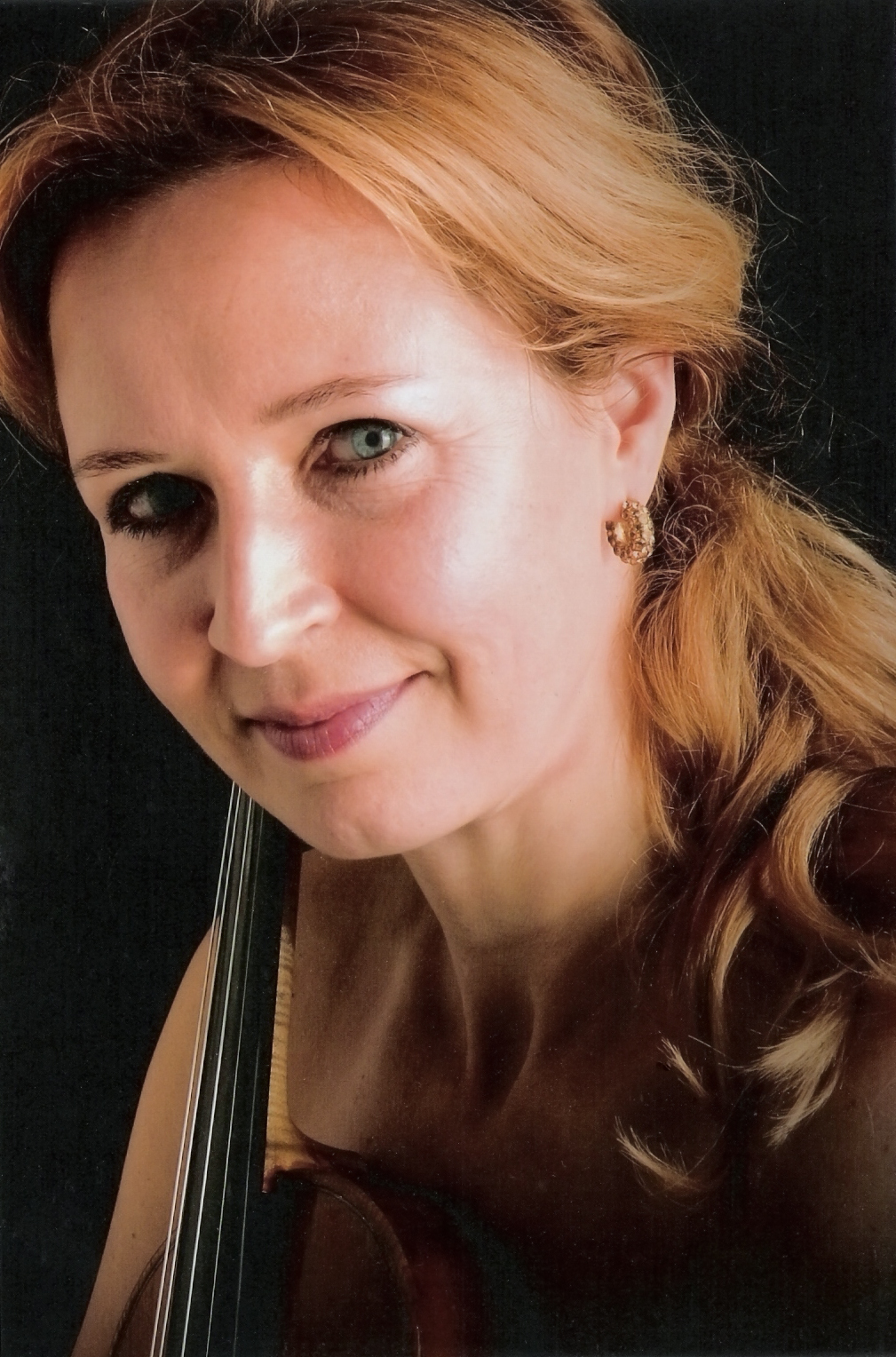
Huijnen in 2007

Cécile Huijnen (Landgraaf, 1965) is een Nederlands violiste.

## Opleiding
Huijnen was leerlinge van Davina van Wely aan het Koninklijk Conservatorium in Den Haag. Ze studeerde af in 1990, cum laude. Daarna studeerde ze privé bij Jaap van Zweden.

## Prijzen en onderscheidingen
Huijnen won de derde prijs van het Sweerts de Landas-vioolconcours toen ze veertien jaar was. Vijf jaar later won ze de tweede prijs op het Berlageconcours. In 1987 behaalde ze de eerste prijs op het Nationaal Vioolconcours Oskar Back. Daarnaast kreeg ze de Badingsprijs toegekend. Toen ze in 1990 afstudeerde kreeg ze de Nicolaiprijs en de Fockmedaille.

## Activiteiten
In 1990, het jaar van haar afstuderen, werd ze eerste concertmeester van het Nederlands Balletorkest. Van 2000 tot december 2022 bekleedde ze dezelfde functie bij Het Gelders Orkest, sinds 2019 Phion. Ze speelt veelvuldig als gastconcertmeester bij andere orkesten, zoals het Rotterdams Philharmonisch Orkest, het Radio Filharmonisch Orkest, het Residentie Orkest, het Sydney Symphony Orchestra en de Filarmonica Arturo Toscanini in Parma. 
Naast haar orkestwerk heeft Huijnen een carrière als soliste. Ze soleerde onder leiding van dirigenten als Jaap van Zweden, Thierry Fischer, Roy Goodman en Nicolai Alexeev in onder meer de vioolconcerten van Barber, Korngold, Sjostakovitsj en Stravinsky. Verder speelde ze in vioolconcerten en dubbelvioolconcerten met het toenmalige Nederlands Balletorkest bij choreografieën van onder anderen Hans van Manen, Jiří Kylián en Ohad Naharin. Ze speelt regelmatig als soliste bij voorstellingen van het Nederlands Dans Theater.
Ze is actief in de kamermuziek- en ensemblewereld, waarbij ze zowel muziek uit barok en romantiek als eigentijdse muziek uitvoert. Met Marieke Hopman vormt ze sinds 2013 een duo dat eigen bewerkingen speelt voor viool en accordeon.
In 2021 publiceerde Huijnen een bundel columns over haar ervaringen in de muziekpraktijk onder de titel Kak.

## Radio
Huijnen presenteert sinds januari 2024 het wekelijkse radioprogramma Diskotabel op NPO Klassiek. Zij volgde presentator Lex Bohlmeijer op.
- Gemeinsame Normdatei: 1129620077
- MusicBrainz: a29cbbde-0861-4509-a824-d749a0c6d596
- Virtual International Authority File: 713149196280974790326
- WorldCat: E39PBJvcXMMKg9p634y9PtcMfq